# Jeff Stuebing
Jeffrey „Jeff” Stuebing (ur. 27 marca 1959 w Hamilton) – kanadyjski zapaśnik w stylu klasycznym. Olimpijczyk z Los Angeles 1984, gdzie odpadł w eliminacjach w kategorii 74 kg.
Złoty medal na igrzyskach panamerykańskich w 1983 roku.